# 西班牙语言
西班牙語言（西班牙語：idiomas de España）指的在西班牙使用或曾經使用的語言。羅曼語族的語言在西班牙被廣泛使用，其中只有西班牙語（español）（或稱為卡斯蒂利亞語（castellano））擁有全國官方語言的地位，有些語言只在某些地區是官方語言，同時也有一些非官方的語言或方言。

## 現況
在西班牙，有最多使用者及最具優勢的語言是西班牙語，基本上每個西班牙人都以西班牙語為母語或第二語言。另外19%的人口使用加泰羅尼亞語（或瓦倫西亞語），5%使用加利西亞語，2%使用巴斯克語。
西班牙各地區官方語言的分佈情況爲：
- 阿兰方言，是加泰羅尼亞的官方語言之一[5]，主要分佈在加泰羅尼亞西北部的阿蘭山谷。阿兰方言實質上加斯科涅语的一種變種，而後者則是奥克语的西南部方言；
- 巴斯克語，是巴斯克自治區和納瓦拉的官方語言之一。該語同時亦是西班牙本土唯一一種不屬於羅曼語族的語言；
- 加泰羅尼亞語，是加泰羅尼亞和巴利阿里群島的官方語言之一，另外在阿拉貢自治區東部地帶亦有分佈，並受地方政府承認；
- 瓦倫西亞語：該語實質上是加泰羅尼亞語的一種變種，主要分佈在瓦倫西亞自治區。另外在穆尔西亚地区的卡爾切山區亦有分佈，但未獲地方政府承認；
- 加利西亞語，是加利西亞的官方語言之一，此外，在鄰近的阿斯圖里亞斯和卡斯蒂利亚-莱昂西部亦有分佈，並受地區政府承認。

以上語言除阿兰方言外，其餘各語皆在其地區廣泛應用，擁有自己的新聞報紙以及數量可觀的各類出版物，而加泰羅尼亞語及加利西亞語甚至是當地各級政府的主要行政語言。以上地區的居民多數以地方語言爲母語，而西班牙語僅作爲第二語言。
西班牙境內還有一些語言只有少數人使用：
- 阿拉貢語，在阿拉貢是被承認的語言，但非官方語言
- 阿斯圖里亞斯語，在阿斯圖里亞斯是被承認的語言，但非官方語言
- 萊昂語，在卡斯蒂利亚-莱昂是被承認的語言，但非官方語言。主要在萊昂省及萨莫拉省使用。

### 葡萄牙語及加利西亞語
在加利西亞，加利西亞語和葡萄牙語的關係曾引起過爭議，有語言學家認為雖然這兩種語言的音系和詞彙不一樣，但它們是同一種語言的方言。相反意見認為，正是由於這兩種語言的音系和詞彙不一樣，它們是兩種不同的語言。加利西亞的政府及學界普遍堅持加利西亞語及葡萄牙語應被各自區分爲獨立語言。
實質上，由於正字法標準不同，兩種語言的外觀已經不同於彼此。加利西亞語在歷史上受西班牙語的影響較深，並且在20世紀早期進行了加利西亞語標準化改革，使其與葡萄牙語的差距變得更加大。
在鄰近葡萄牙的省份中，例如萨拉曼卡省及巴达霍斯省，亦有少部分人使用葡萄牙語。